# Plonévez-Porzay
Plonévez-Porzay is een gemeente in het Franse departement Finistère, in de regio Bretagne. De plaats maakt deel uit van het arrondissement Châteaulin. Plonévez-Porzay telde op 1 januari 2022 1.783 inwoners.

## Geografie
De oppervlakte van Plonévez-Porzay bedroeg op 1 januari 2022 29,23 vierkante kilometer; de bevolkingsdichtheid was toen 61 inwoners per km².

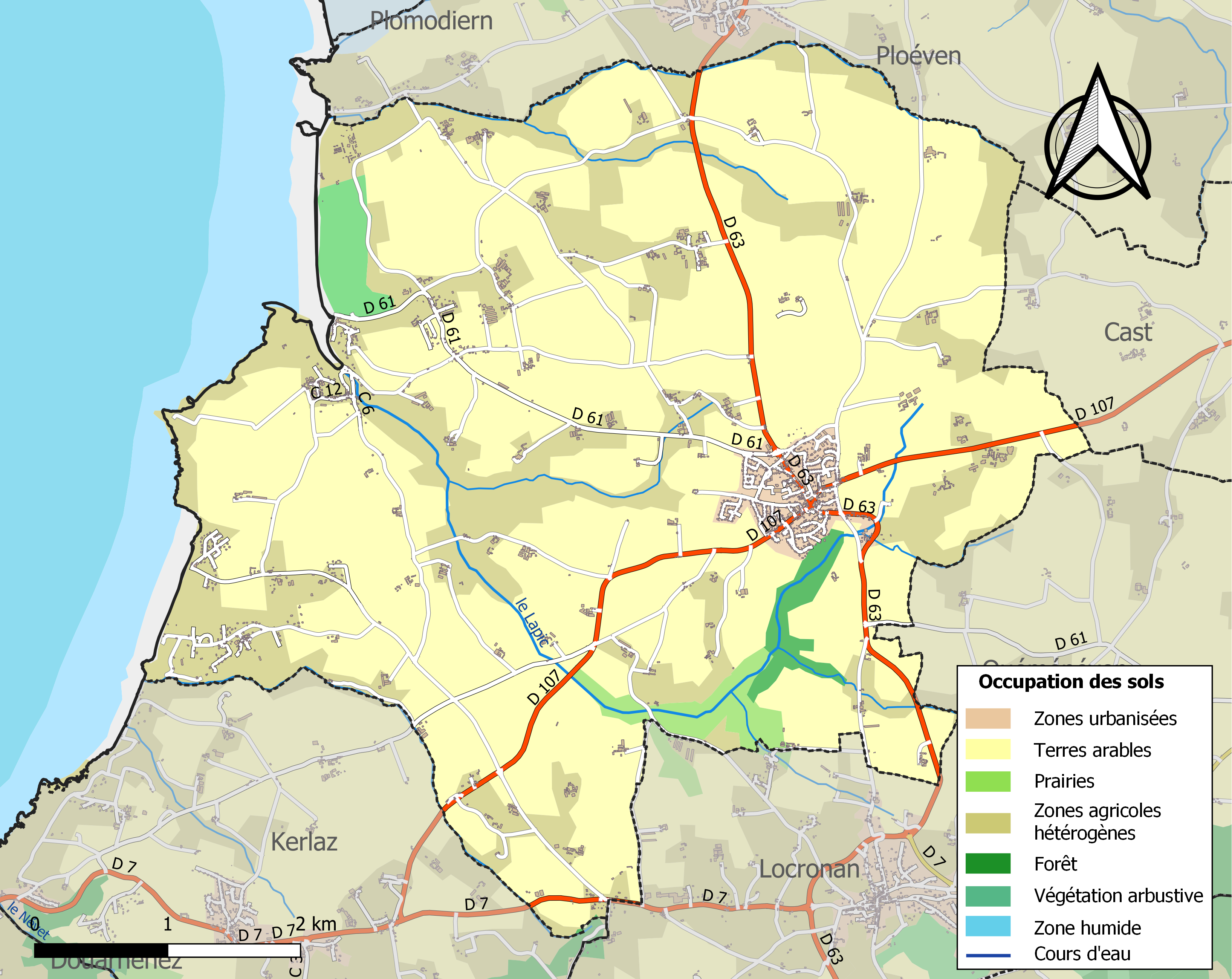
Kaart van de gemeente met belangrijkste infrastructuur, bodemgebruik en omliggende gemeenten

## Demografie
Onderstaande figuur toont het verloop van het inwonertal (bron: INSEE-tellingen).